# Louis Le Barbenchon
Louis Le Barbenchon est un décorateur français né le 23 février 1911 à Paris et mort le 1er septembre 1980 à Beauvais.

## Filmographie partielle
- 1939 : Son oncle de Normandie de Jean Dréville
- 1939 : Ma tante dictateur de René Pujol
- 1941 : Notre-Dame de la Mouise de Robert Péguy
- 1946 : Trente et quarante de Gilles Grangier
- 1946 : Les Gueux au paradis de René Le Hénaff
- 1947 : L'Homme traqué de Robert Bibal
- 1947 : Mandrin de René Jayet
- 1947 : Quartier chinois de René Sti
- 1948 : Triple enquête de Claude Orval
- 1948 : Bichon de René Jayet
- 1948 : Le Barbier de Séville de Jean Loubignac
- 1948 : L'assassin est à l'écoute de Raoul André
- 1949 : Aux deux colombes de Sacha Guitry
- 1950 : Le Gang des tractions-arrière de Jean Loubignac
- 1951 : Cœur-sur-Mer de Jacques Daniel-Norman
- 1951 : Piédalu à Paris de Jean Loubignac
- 1952 : Piédalu fait des miracles de Jean Loubignac
- 1953 : Le Sorcier blanc (La Jungle en folie) de Claude Lalande
- 1953 : Le Petit Jacques de Robert Bibal
- 1954 : Les Clandestines de Raoul André
- 1954 : Gamin de Paris de Georges Jaffé
- 1954 : Marchandes d'illusions de Raoul André
- 1955 : Les carottes sont cuites de Robert Vernay
- 1955 : Les Chiffonniers d'Emmaüs de Robert Darène
- 1955 : Les pépées font la loi de Raoul André
- 1955 : Pas de coup dur pour Johnny d'Émile Roussel
- 1957 : Sylviane de mes nuits de Marcel Blistène
- 1959 : La Tête contre les murs de Georges Franju
- 1959: Mon pote le gitan de François Gir
- 1959 : Les Amants de demain de Marcel Blistène
- 1960 : Les Mordus de René Jolivet
- 1960 : Marche ou crève de Georges Lautner
- 1961 : Arrêtez les tambours de Georges Lautner
- 1962 : Le Scorpion de Serge Hanin
- 1962 : En plein cirage de Georges Lautner
- 1964 : Les Parias de la gloire d'Henri Decoin
- 1967 : Jerk à Istanbul de Francis Rigaud
- 1968 : Ces messieurs de la famille de Raoul André
- 1969 : Le Bourgeois gentil mec de Raoul André
- 1970 : Ces messieurs de la gâchette de Raoul André
- 1971 : Sans mobile apparent de Philippe Labro
- 1974 : La Merveilleuse Visite de Marcel Carné